# (8108) Wieland
(8108) Wieland est un astéroïde de la ceinture principale.

## Description
(8108) Wieland est un astéroïde de la ceinture principale. Il fut découvert le 30 janvier 1995 à Tautenburg par Freimut Börngen. Il présente une orbite caractérisée par un demi-grand axe de 2,37 UA, une excentricité de 0,12 et une inclinaison de 6,7° par rapport à l'écliptique.

## Compléments